# Ếch đầm lầy châu Âu
Ếch đầm lầy châu Âu (Pelophylax ridibundus) là loài ếch lớn nhất bản địa châu Âu, thuộc họ Ếch nhái (Ranidae). Nó có bề ngoài rất giống với Pelophylax lessonae và loài lai Pelophylax kl. esculentus. Ba loài này được xếp trong chi Pelophylax.

## Đặc điểm
P. ridibundus sống trong và quanh quầng nước. Nó đạt chiều dài tối đa 17 cm, dù thường nhỏ hơn nhiều (con đực chừng 12 cm). Đầu to còn chân sau thì dài, giúp chúng có những bước nhảy dài.
Có sự đa dạng lớn về tông màu và hoa văn, từ xanh đậm đến xám và nâu, có khi chúng có sọc xanh lợt; hay một sọc nhạt màu ở giữa sống lưng.

## Phân bố
P. ridibundus sống ở hầu khắp châu Âu, và cả một phần châu Á, gồm phần châu Á của Nga, về phía nam đến tây Iran và Afghanistan. Thậm chí, còn có một quần thể tách biệt ở Ả Rập Xê Út. Chúng ưa nhiệt độ nước khoảng 15 °C.